# عشقم را بیازمای
«عشقم را بیازمای» تک‌آهنگی از هنرمند اهل ایالات متحده آمریکا مدونا است. شبکه ام‌تی‌وی از پخش موزیک ویدیو ترانه به دلیل صحنه‌های جنسی، اشارات بی‌دی‌اس‌ام و تماشاگری جنسی امتناع کرد.